# Βêta-endorphine
 (octobre 2019).
Si vous disposez d'ouvrages ou d'articles de référence ou si vous connaissez des sites web de qualité traitant du thème abordé ici, merci de compléter l'article en donnant les références utiles à sa vérifiabilité et en les liant à la section « Notes et références ».

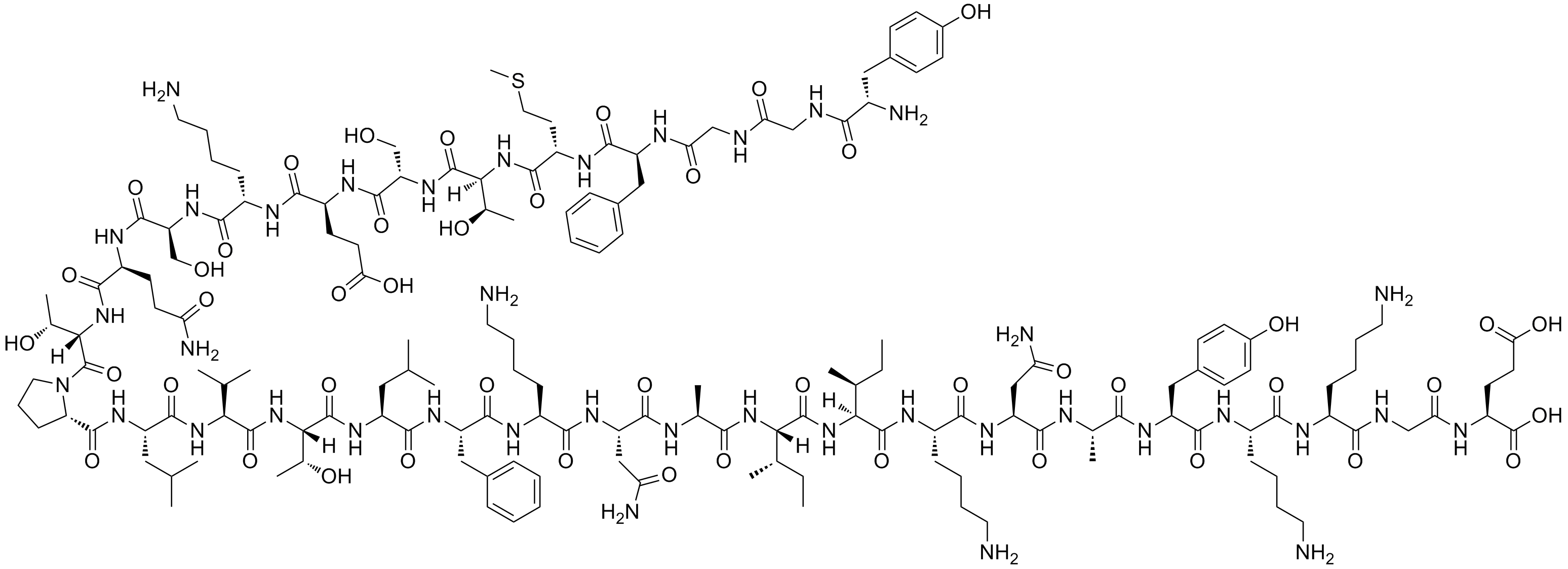
Structure chimique de la bêta-endorphine

La β-endorphine est un peptide composé de 31 résidus d'acides aminés.

## Localisation
Elle se trouve sur l'extrémité C-terminale de la POMC (pro-opiomélanocortine).

## Appartenance
Ce peptide appartient au groupe des peptides opioïdes endogènes (voir peptide opioïde) : même action que l'opium ou ses dérivés comme la morphine.